# 长孙无忌
长孙无忌（594年—659年），字辅机，河南郡洛阳县（今河南省洛阳市东）人。唐初大臣和外戚，凌煙閣二十四功臣之首。唐太宗長孫皇后之兄，唐高宗的舅父。
唐太宗、唐高宗时的宰相：贞观元年（627年）七月至二年（628年）正月为尚书右仆射，十九年（645年）至二十年（646年）四月为侍中，二十二年（648年）正月至二十三年（649年）六月为检校中书令、知尚书门下二省事，二十三年六月至显庆四年（659年）四月，为同中书门下三品。

## 家族
祖父长孙兕，北周開府儀同三司，平原县侯。父長孫晟，隋右驍衛将軍。长孙氏先世是鲜卑拔拔氏，北魏帝室十姓之一，孝文帝汉化时改为长孙氏，世為魏室重臣。

## 經歷

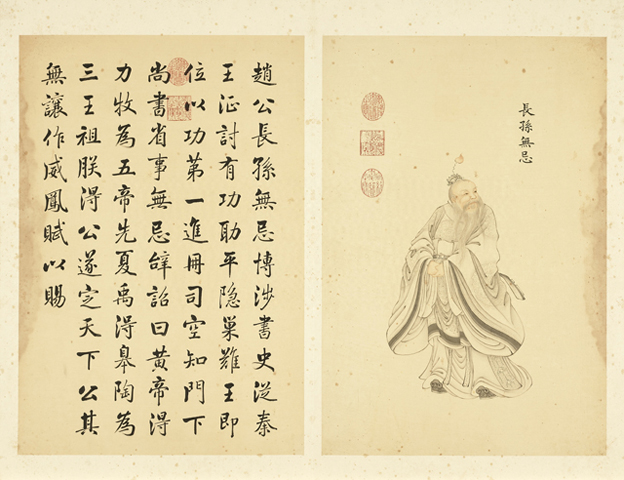
長孫無忌

长孙无忌博學多才，又有謀略，少年時即與李世民交好。隋朝义宁元年（617年），李渊起兵太原，无忌在长春宫进见，授任渭北行军典签，自此辅佐李世民征討。
武德九年（626年），参与发动玄武门之变，帮助李世民夺取帝位。历任太子左庶子、左武候大将軍、吏部尚書。貞觀元年（627年），遷尚书右仆射，以功第一，封齐国公。貞觀七年（633年），升任司空。其功勳卓著，又是外戚，是太宗最信賴倚重的大臣。雖然位極人臣，招致議論，但唐太宗多次表示對長孫無忌的信任，屢加恩寵。贞观十一年（637年）徙封赵国公，奉命与房玄龄等修《贞观律》。
贞观十六年（642年），升任司徒。贞观十七年（643年），图功臣二十四人于凌烟阁，长孙无忌名列第一。太子李承謀反被廢，唐太宗欲立晉王李治，召長孫無忌、房玄齡、李勣密議，長孫無忌表示支持，李治被立为皇太子。贞观二十三年（649年），唐太宗病危，遗命長孫無忌與褚遂良輔政。
唐高宗繼位，拜無忌太尉、同中書門下三品，兼揚州都督，主持朝政。编定《唐律疏议》三十卷、《五代史志》三十卷。永徽四年（653年），房遺愛與高陽公主謀反事泄，無忌為穩固高宗帝位，以謀反案誣陷吳王李恪，李恪與房遺愛、高陽公主等一同被殺。永徽六年（655年），高宗欲立武昭仪为皇后，無忌堅決反對，招致武后仇恨（另一說為長孫無忌權力太大令高宗忌憚）。显庆五年（659年），许敬宗於是告狀說長孫無忌謀反，高宗削無忌爵，流黔州（今重庆彭水郁山镇），被逼自缢死，天下哀之。唐高宗上元年间，下詔追復無忌官爵。显庆五年岁次庚申七月□子朔十日（660年8月21日），长孙无忌下葬，墓志于1997年出土于重庆市彭水县。

## 子
- 長孫冲，秘書監，娶唐太宗嫡長女長樂公主，拜駙馬都尉
- 長孫渙，鴻臚少卿，封上黨郡公。
- 長孫濬，常州刺史，封安康縣伯。
- 長孫淹，長水縣令，封安城縣公。
- 長孫溫，尚衣直長。
- 長孫澹，太子洗馬。
- 長孫淨，尚衣奉御。
- 長孫溆，成州刺史。
- 長孫湛，襄州刺史。
- 長孫津，尚衣奉御。
- 長孫澤，左千牛衛長史。
- 長孫潤，太常少卿，封金城縣子。